# Heteronyx minimus
Heteronyx minimus är en skalbaggsart som beskrevs av Lea 1926. Heteronyx minimus ingår i släktet Heteronyx och familjen Melolonthidae. Inga underarter finns listade i Catalogue of Life.